# Юрій Лугвенович
Юрій Лугвенович (Семенович) Мстиславський (1395/1399 — до 4 червня 1461) — політичний і військовий діяч Великого князівства Литовського та Новгородської республіки, князь мстиславський (бл. 1432—1435, 1440—1441, 1445—бл. 1458), новгородський (1432, 1438—1440, 1444—?, 1458), смоленський (1440—1441), лідер Смоленського повстання 1440—1442 рр., та учасник повстання Михайла Сигізмундовича 1445 р., син Мстиславського та Новгородського князя Лугвенія-Семена та Марії, дочки Дмитрія Донського. Тричі помилуваний великим князем литовським Казимиром.

## Біографія
Вперше зустрічається в джерелах у 1422 році, коли він підписав Мельнський мир з Тевтонським Орденом. Після смерті батька у 1431 р. успадкував Мстиславське князівство, яке йому спеціальною грамотою підтвердив Свидригайло. Володів ним до переходу Мстиславля під владу Сигізмунда Кейстутовича, потім кілька місяців у 1440 р., і з 1446 р. до смерті, після якої князівство перейшло до його сина, Івана Юрійовича.
Виступає гарантом Христмемельського договору Свидригайла з Орденом і Чорторийського миру з Польщею (обидва 1431 р.). На стороні Свидригайлі брав участь в Ошмянській битві 8 грудня 1432 року, в якій попав в полон до Сигізмунда. Проте вже у грудні 1433 р. втік з полону і вирушив до Мстиславля де очолив оборону міста від військ Сигізмунда.
1435 року воював на стороні Свидригайла під Вількомиром, зумів втекти і уникнути нового полону. 1440 р., після смерті Сигізмунда повернувся в Литву, і отримав Мстиславль, однак невдовзі був покликаний повсталими смоленцями і очолив їх. Юрію вдалось взяти також Вітебськ і Полоцьк, проте послана проти повстанців литовська армія змогла розбити їхні сили. Юрій був змушений втікати з Великого князівства. Недовго перебував в Москві, Новгороді та Тевтонському Ордені, а в 1446 р. примирився з Казимиром і знову отримав від нього Мстиславль.
У 1458‒1459 роках знову перебував у Новгороді як запрошений князь. Це викликало невдоволення у Москві, і Юрій змушений був покинути Республіку та повернутись до Литви. Помер між 1459 і 1461 роками.

## Сім'я і діти
Дружина — Софія (? — бл. 1450).
Діти:
- Іван Юрійович (?—до 1489) — князь мстиславський (після 1458 — до 1489). Згаданий у актах 1443—1483, дружину звали Юліана.